# ピーター・バーグマン事件
ピーター・バーグマン事件（ピーター・バーグマンじけん）とは2009年6月16日にアイルランドのスライゴで見つかった身元不明の男性遺体とその生前に彼が取った行動にまつわるものである。この男性は6月12日に「ピーター・バーグマン」という偽名を使用しスライゴ・シティ・ホテルにチェックインし、その後宿泊していた数日間の間に市内の複数の防犯カメラに彼の姿が写っていたのにもかかわらず、彼の具体的な行動や動機は不明である。スライゴでの彼はほとんど他人に関わらず、彼の過去やなぜスライゴを訪れたのかなどは一切不明のままである。
男性は死体となって6月16日の朝にスライゴからほど近い観光地のロッセス・ポイントの海岸で見つかった。その後5ヶ月にも及ぶガルディーの捜査にもかかわらず、男性の身元は未だに不明である。
この事件は比較的有名ではなく、公式な捜査もアイルランド国外へは及んでいないものの、戦後すぐにオーストラリアで発覚したタマム・シュッド事件と比較されている。
この事件はその後、2013年に「The Last Days of Peter Bergmann」というタイトルでドキュメンタリー映画化され、翌2014年のサンダンス映画祭で上映され、それ以降レディットを始めとしたソーシャルメディアサイトにて事件を追ったり自説を組み立てている人が出現している。

## 概要
男性の姿が初めて確認されたのは6月12日の午後であった。その日の現地時間14:30から16:00の間に男性はロンドンデリーにあるアルスター・バス・デポからスライゴ行きのバスに乗車した。その際男性はスーツケースと黒のショルダーバッグを持っていた。スライゴのバスターミナルには18:28に到着し、 スライゴ・シティ・ホテルまでタクシーで向かった。
ホテルには「ピーター・バーグマン」と名乗り、住所は「Ainstettersn 15, 4472, Vienna, Austria」と記入した。男性は一泊ごとに宿代を支払った。 男性は痩せ型で身長は1.79メートル (5 ft 10 in)ほど、髪の毛は短い白髪で、目は青色、日に焼けていて、見た所60歳前後の風貌をしていた。男性を目撃したホテルスタッフや他の宿泊客の証言として男性はドイツ系で、ドイツ訛りで英語を喋っていたという。 服装は黒の革ジャンと青ズボン、靴下と黒い革のベルトとサイズ44の靴だった。男性が着用していた衣服はドイツとオーストリアを中心とした欧州各地に展開しているC&Aのものであった。男性は何らかの職人だったように見えた他、防犯カメラには彼が頻繁に外で喫煙をしていた事からかなりの喫煙者であった事がうかがえる。
ホテルでの滞在中、彼はホテルの防犯カメラに出入りする姿が写っていたが、ホテルを出る際何らかの私物が入った紫色のプラスチックの袋を持っていたにもかかわらず、戻ってきた時は袋を持っていなかった。定説とされているのは袋の中身を市内にある複数のゴミ箱を捨てて回り、袋の中身を空にしてから袋を畳んでポケットにしまったと考えられている。男性が防犯カメラの死角を縫うように移動していた為、当局はどこのゴミ箱に何を捨てたのかを確認する事は出来なかった。彼の行動は細心の注意を払ったもので、あたかも自分の身元に繋がるような私物をどこに捨てるのかを把握していたようであった。
6月13日の10:49に男性はスライゴ郵便局に赴き、82セント切手8枚とエアメールのシールを購入した。 翌日、男性は11時から11:30の間にホテルを出て、タクシー運転手に泳げる静かなビーチは無いか訪ねた。運転手はロッセス・ポイントのビーチを勧め、男性をそこまで連れて行った。その後男性は同じタクシーで市内まで戻り、スライゴのバスターミナルで降ろした。
6月15日に男性は宿泊していたホテルを13:06にチェックアウトした。チェックアウト時に彼は黒のショルダーバッグ、紫色のプラスチック袋、そしてチェックイン時とは別の黒のスーツケースを所持していた。
彼はクエイ通りとワイン通りを経由してバスターミナルまで歩き、そこからクエイサイド・ショッピングセンターまで歩き、入り口の前で数分間立ち尽くした。その後13:16にショッピングセンターから離れ、ワイン通りを歩き、バスターミナルへ戻った。13:38にバスターミナルの売店でカプチーノとハムチーズサンドを注文。サンドイッチを食べている途中にポケットの中に入っていた紙を読み始めるも、最終的に紙を破り、近くのゴミ箱に捨てた。その後14:20にロッセス・ポイント行きのバスに乗車した。その後の報道では彼はビーチを歩いている姿を16人の通行人に目撃されていて、すれ違う度に彼らに挨拶をしたという。
翌朝の16日にトライアスロンのトレーニングをしていた親子が朝の6:45に海岸で倒れている男性を発見。発見時男性はTシャツとズボン、その下に紫色の縞模様が入ったSPEEDO風のスイミングトランクスを着ていた状態で発見された。第一発見者の親子は主の祈りを捧げ、ガルディーに通報した。一時間半近く経った 8:10には男性の死亡が確認され、そこから5ヶ月にも及ぶガルディーによる捜査が始まった。

## 捜査
報告書によると男性の衣服のほとんどは海岸に残されたままの状態で、財布や身分証明書は一切見当たらなかった。また、遺体の検死を行った監察医によると男性は海岸から打ち上げられた状態で発見されたにもかかわらず死因が水死でもなく、かと言って犯罪に繋がるような状況証拠も見つからなかった。男性の歯の状態はよく、ブリッジや根管治療、クラウンが複数の歯に施されていた他、右上の奥歯は全て金歯に替えられていた他、下顎の左側の歯には銀の詰め物がされていたりなど、生前は頻繁に歯医者を受診していたと思われる。
男性の外見は非常に綺麗だったものの、身体の中は病魔に蝕まれていた。検視結果によると進行した状態の前立腺癌や骨腫瘍が見つかり、虚血性心疾患を発症した形跡が心臓に認められていた。それにもかかわらず、男性の体内からはいかなる種類の薬も入っていないと報告されている。監察医は男性の健康状態を見るに、鎮痛剤の常時服用が必要なレベルの痛みを常日頃に感じていたのではないかと見立てている。
ガルディーによる身元の調査は5ヶ月にも及んだが特定には至らず、最終的にスライゴにある墓地に埋められた。彼の葬式には捜査員四人が参列した。
男性がホテルへチェックインする際に書いた住所が空き地だったとする一部報道があるものの、実際にはそもそも「Ainstettersn」という名前の通りがそもそもオーストリアやドイツのどこにも存在しないとも指摘されている。また、ウィーンの郵便番号は4ではなく1から始まり、4472は郵便番号としては実在しない。確かなのはこの男性は身元を知られたくなく、身元を隠すために計画的に行動していたという事だけである。
2015年にはアイルランド側がオーストリアの当局へこの件についての問い合わせを行った事がフランスのル・モンドに報じられたが、オーストリア側は否定している。また同記事には（男性の母国からの失踪届が出ていないこともあり）失踪者や指名手配犯に分類できないためインターポールより手配されていない。
2023年7月現在、「ピーター・バーグマン」を名乗った男性は未だに身元不明である。ガルディーは男性のDNAサンプルを回収しているが、解析をしたとしても男性が居住していた地域を絞り込む程度しか出来ず、身元の特定には至れないとしている。